# Lonchocarpus
Lonchocarpus é um género botânico pertencente à família Fabaceae.

## Espécies
- Lonchocarpus bussei
- Lonchocarpus calcaratus
- Lonchocarpus capassa
- Lonchocarpus chiricanus
- Lonchocarpus costaricensis
- Lonchocarpus domingensis
- Lonchocarpus glaziovii
- Lonchocarpus kanurii
- Lonchocarpus leucanthus
- Lonchocarpus minimiflorus
- Lonchocarpus molinae
- Lonchocarpus monilis
- Lonchocarpus nelsii
- Lonchocarpus nicou
- Lonchocarpus oliganthus
- Lonchocarpus phaseolifolius
- Lonchocarpus phlebophyllus
- Lonchocarpus punctatus
- Lonchocarpus retiferus
- Lonchocarpus sanctuarii
- Lonchocarpus santarosanus
- Lonchocarpus sericeus [1]
- Lonchocarpus trifolius
- Lonchocarpus urucu
- Lonchocarpus utilis
- Lonchocarpus violaceus
- Lonchocarpus yoroensis